# Chiangiodendron
Chiangiodendron là chi thực vật có hoa trong họ Achariaceae.